# Travian
Travian és un videojoc d'estratègia en temps real que es juga a través de la xarxa. El jugador controla un poble de gals, romans o germànics i tracta de fer-lo créixer, construint edificis, atacant els enemics i conquerint valls abandonades. El joc té servidors en més de deu idiomes diferents, amb milers de jugadors connectats alhora.
El jugador depèn dels recursos disponibles (fusta, cereals, fang i ferro) per construir edificis i entrenar tropes i comerciar. Segons el que s'edifiqui, es pot accedir a unes millores o d'altres. El jugador pot inscriure's en una aliança per rebre el suport d'altres jugadors i defensar-se millor dels enemics. El joc és gratuït, però si es volen unes millores o jugar una versió ràpida, s'ha de pagar. A part dels diferents jocs, Travian conté una comunitat amb fòrums de discussió i xat.
La interfície gràfica és força senzilla, es mostren imatges estàtiques del poble o del mapa del servidor (amb els altres pobles), si bé les pantalles de transició i les introduccions mostren imatges de les tropes. Els gràfics es basen en dibuixos animats, amb una estètica semblant a la dels còmics d'Astèrix.
El dia 17 d'octubre del 2007 es va obrir el Travian en català, que de moment només compta amb un servidor, ja que no s'implementen nous servidors fins que no s'han omplert els anteriors. L'any 2009 va desaparèixer la versió catalana i quan s'intenta accedir el web en català se'ns dirigeix a la versió en espanyol.

## Mapa
El mapa del joc es basa en un plànol de coordenades cartesianes, ço és, que per calcular les coordenadas de cada poble es divideix el mapa en quadres (el quadre central és x=0; y =0) i a partir d'aquí es calcula les coordenades de cadascun. Per exemple, una vila que està desplaçada dos-cents quadres cap a dalt i tres-cents cap a l'esquerra respecte del punt central, rebrà la coordenada [x=-300; y=200]. El límit del mapa està en quatre-cents quadres en cada direcció, si s'avança cap al quadre 400, el següent serà el -400, i el següent el -339, i així successivament fins al punt de partida.

## Pobles
El joc està format per tres civilitzacions diferents entre les quals es pot escollir romans, gals i germans. Cada raça té llurs pròpies característiques, amb els seus avnatatges, inconvenients i diferències. Per això és molt important, abans de començar el joc, triar bé la raça amb què es jugarà.

### Romans
L'Imperi Romà és un gran constructor, és capaç de crear viles més ràpidament que la resta de races. Al començament els romans disposen d'una muralla molt poderosa, però els seus atacs no són gaire ràpids. La infanteria ofensiva és l'elit de Travian, i les defenses contra infanteria són desitjades per qualsevol general. D'altra banda, la cavalleria, tot i ser la més potent, veloç i defensora, és menys rendible i més costosa. Les unitats d'anticavalleria són menys eficaces que les d'altres races. En general les unitats romanes són lentes i cares de formar, però d'alta qualitat. Per a aquells jugadors que desitgin començar més pacíficament, de mode més equilibrat i estendre les primeres aldees ràpidament, els romans és la millor tria.
Característiques:
- Poden construir matèries primeres i edificis simultàniament amb el travian plus.
- La muralla ofereix el major bonus de defensa, si bé és la més fràgil a l'atac dels ariets i carners enemics.
- Els comerciants poden dur fins a cinc-centes unitats de matèries primeres (velocitat: 16 quadres per hora).
- La infanteria té el millor atac i la pitjor defensa contra infanteria. La millor unitat contra cavalleria és l'equites caesaris.
- Les tropes romanes són força lentes, i llur formació cara.
- Són els únics que disposen d'abeurador, que serveix per entrenar els cavalls més ràpids i reduir en un llur consum de cereals.

### Germans
Les característiques dels germans els converteixen en la civilització més agressiva. Llurs tropes són respectades i temudes per tot Travian per la seva potència i feresa en el combat. Són extremadament agressius i no dubten a aixafar els seus enemics amb destrals quan hi veuen una mica de feblesa. Manquen de la disciplina militar gal·la o romana, i això fa que siguin lents quan es desplacen i quan es defenen. Per a aquells jugadors que vulguin començar a atacar com més aviat millor, o que consideren l'atac la millor defensa, els germans són una bona tria.
Característiques:
- Bonus per al saqueig: els amagatalls enemics són menys efectius, només protegeixen el 80% de la capacitat total.
- El terraplè atorga un bonus defensiu més baix, tanmateix, és el més resistent.
- Els comerciants poden dur mil unitats de recursos (velocitat: 12 quadres per hora).
- Les tropes tenen una despesa baixa en formació tant en temps com en recursos.
- El punt feble és la defensa, sobretot al començament del joc.
- Són els únics que disposen de la cerveseria, que es fa servir per fer augmentar l'atac de les unitats.
- Són els jugadors més efectius del joc en l'atac.

### Gals
Els gals són la civilització més completa d'entre les que habiten a Travian. Llurs tropes estan preparades per resistir les acomeses dels enemics amb efectivitat, si bé la capacitat ofensiva no és gaire alta. Els gals són molt veloços, les tropes estan adiestrades per preparar paranys i la cavalleria és la més veloç de tot Travian gràcies a un adiestrament exemplar en l'art de muntar a cavall. Aquesta raça té grans possibilitats defensives, tanmateix, també és possible l'ús de diverses tàctiques agressives. Això dona la possibilitat de desenvolupar una gran varietat d'estratègies (defensives o ofensives, basada en la infanteria o en la cavalleria, agressiva o més pacífica, comerciant o saquejador, fundador o conqueridor), però caldrà experiència o un ràpid aprenentatge per poder esprémer aquestes possibilitats al màxim. Tot i així, les seves qualitats defensives fan que sigui una civilització adequada per als que tot just comencen a jugar.
Característiques:
- Les tropes són les més ràpides del joc.
- La palissada ofereix un bonificador a la defensa intermedi, i també té una resistència intermèdia.
- Els comerciants poden dur set-centes cinquanta matèries primeres (velocitat: 24 quadres per hora).
- L'amagatall ofereix el doble de protecció que el de la resta de races, bo i permetent evitar més fàcilment els saqueigs.
- Són els únics que disposen del paranyer, un edifici defensiu que facilita la defensa al començament.
- Les unitats tenen característiques intermèdies, no són ni les més cares ni tampoc les millors, però es poden produir amb certa rapidesa.
- Els colons són lleugerament més barats.
- Són els que resisteixen més bé als atacs de tot Travian.